# 에코비트
주식회사 에코비트(영어: Ecorbit)는 대한민국의 종합 환경 기업으로, 태영의 자회사이다.

## 논란
2025년 IMM프라이빗에쿼티와 IMM인베스트먼트가 콜버그크래비스로버츠와 티와이홀딩스로부터 인수한 에코비트의 자회사에서 침출수(오염물질)가 검출되면서 손실이 발생하자 두 회사를 상대로 손해배상 청구에 나서기로 결정했다.

## 사업장 현황
- 본점: 경기도 성남시 수정구 위례서일로 18
- 서울사무소: 서울특별시 송파구 송파대로 155